# Ottavio Bandini
Ottavio Bandini (Firenze, 25 ottobre 1558 – Roma, 1º agosto 1629) è stato un cardinale e arcivescovo cattolico italiano.

## Biografia
Studiò a Firenze, per tre anni a Parigi, poi a Salamanca e infine si laureò in giurisprudenza a Pisa. Arrivato a Roma durante il pontificato di Gregorio XIII, fu nominato protonotario apostolico soprannumerario partecipante e in seguito referendario della Segnatura Apostolica.
In seguito fu vicegovernatore di Fermo il 17 febbraio 1586, quindi governatore delle Marche il 25 luglio 1588 e governatore di Borgo durante i due periodi di sede vacante del 1590. Il Sacro Collegio lo nominò prefetto del Conclave nel primo e nel secondo conclave del 1590.
Papa Gregorio XIV lo voleva nominare cardinale datario ma ne fu dissuaso dal conte di Olivares, ambasciatore spagnolo presso la Santa Sede. Fu quindi vice-legato a Bologna dal 24 febbraio 1593 al 19 maggio 1595.
Il 29 giugno 1595 fu eletto arcivescovo di Fermo e ordinato vescovo il 25 giugno 1596 a Roma dal cardinale Alessandro de' Medici, futuro papa Leone XI. Fu finalmente creato cardinale da Clemente VIII il 5 giugno 1596 e ricevette il titolo di Santa Sabina il 21 giugno dello stesso anno. Successivamente fu Legato in Romagna (14 giugno 1597-1598).
Rinunciò all'arcidiocesi di Fermo il 10 aprile 1606 e fu camerlengo del Collegio cardinalizio dal 9 gennaio 1612 al 7 gennaio 1613; il 16 settembre 1615 optò per il titolo di San Lorenzo in Lucina e il 27 marzo 1621 ebbe la sede suburbicaria di Palestrina, a cui seguirono il 16 settembre 1624 Porto e Santa Rufina e il 7 settembre 1626 Ostia.
Morì il 1º agosto 1629 all'età di 70 anni e fu sepolto nella cappella dell'Assunta della basilica di San Silvestro al Quirinale.

## Genealogia episcopale e successione apostolica
La genealogia episcopale è:
- Cardinale Juan Pardo de Tavera
- Cardinale Antoine Perrenot de Granvelle
- Cardinale Francisco Pacheco de Villena
- Papa Leone XI
- Cardinale Ottavio Bandini

La successione apostolica è:
- Vescovo Orazio Capponi (1596)
- Vescovo Bernardino Morra (1598)
- Vescovo Gregorio Pompilio Servanzi, O.P. (1604)
- Vescovo Angelo Rocca, O.S.A. (1605)
- Vescovo Ottavio Viale (1608)
- Vescovo Cosimo della Gherardesca (1613)
- Vescovo Antun Pozega, O.F.M. (1613)
- Arcivescovo Francesco Boncianni (1613)
- Vescovo Carlo Bornio (1614)
- Vescovo Baccio Gherardini (1615)
- Vescovo Giovanni Collesio, O.F.M.Obs. (1615)
- Arcivescovo Cosimo de' Bardi (1616)
- Arcivescovo Benedetto Bragadin, O.F.M.Obs. (1618)
- Vescovo Filippo Salviati (1619)
- Vescovo Lorenzo Azzolini (1620)
- Arcivescovo Ottavio Corsini (1621)
- Vescovo Agostino Solaro di Moretta (1621)
- Arcivescovo Pietro Dini (1621)
- Vescovo Benedetto Orsini, O.F.M. (1621)
- Vescovo Pietro Budi (1621)
- Patriarca Fabio Lagonissa (1622)
- Vescovo Ascanio Castagna (1622)
- Vescovo Giulio del Pozzo (1622)
- Vescovo Fulgenzio Gallucci, O.S.A. (1623)
- Cardinale Giovanni Battista Deti (1623)
- Vescovo Lorenzo Campeggi (1624)
- Vescovo Francesco Nori (1624)
- Arcivescovo Pietro Massarechi (1624)
- Arcivescovo Paolo Torelli (1624)
- Arcivescovo Giacomo Theodoli (1625)
- Vescovo Gerolamo Maria Zambeccari, O.P. (1625)
- Arcivescovo Giovanni Battista Rinuccini (1625)
- Vescovo Ferdinando Bruno, O.F.M. (1625)
- Cardinale Carlo Emmanuele Pio di Savoia (1627)

## Ascendenza
|                       |                     |                             | Genitori                      |  |  | Nonni |  |  | Bisnonni            |  |  | Trisnonni         |  |
|                       |                     |                             |                               |  |  |       |  |  | Pierantonio Bandini |  |  | Guasparri Bandini |  |
|                       |                     |                             |                               |  |  |       |  |  | Pierantonio Bandini |  |  | Guasparri Bandini |  |
|                       |                     | Oretta Gianfigliazzi        |                               |  |  |       |  |  | Pierantonio Bandini |  |  |                   |  |
| Francesco Bandini     |                     |                             |                               |  |  |       |  |  | Pierantonio Bandini |  |  |                   |  |
|                       |                     | Maria Bonciani              | Simone Bonciani               |  |  |       |  |  |                     |  |  |                   |  |
|                       |                     | Maria Bonciani              | Simone Bonciani               |  |  |       |  |  |                     |  |  |                   |  |
|                       |                     | Maria Bonciani              | …                             |  |  |       |  |  |                     |  |  |                   |  |
| Pierantonio Bandini   |                     | Maria Bonciani              |                               |  |  |       |  |  |                     |  |  |                   |  |
|                       |                     | Alamanno Salviati           | …                             |  |  |       |  |  |                     |  |  |                   |  |
|                       |                     | Alamanno Salviati           | …                             |  |  |       |  |  |                     |  |  |                   |  |
|                       |                     | Alamanno Salviati           | …                             |  |  |       |  |  |                     |  |  |                   |  |
| Ginevra Salviati      |                     | Alamanno Salviati           |                               |  |  |       |  |  |                     |  |  |                   |  |
|                       |                     | …                           | …                             |  |  |       |  |  |                     |  |  |                   |  |
|                       |                     | …                           | …                             |  |  |       |  |  |                     |  |  |                   |  |
|                       |                     | …                           | …                             |  |  |       |  |  |                     |  |  |                   |  |
| Ottavio Bandini       |                     | …                           |                               |  |  |       |  |  |                     |  |  |                   |  |
|                       | Mainardo Cavalcanti | Bartolomeo Cavalcanti       |                               |  |  |       |  |  |                     |  |  |                   |  |
|                       | Mainardo Cavalcanti | Bartolomeo Cavalcanti       |                               |  |  |       |  |  |                     |  |  |                   |  |
|                       | Mainardo Cavalcanti | Lucrezia Strozzi            |                               |  |  |       |  |  |                     |  |  |                   |  |
| Bartolomeo Cavalcanti | Mainardo Cavalcanti |                             |                               |  |  |       |  |  |                     |  |  |                   |  |
|                       |                     | Ginevra Cavalcanti          | Giovanni Cavalcanti           |  |  |       |  |  |                     |  |  |                   |  |
|                       |                     | Ginevra Cavalcanti          | Giovanni Cavalcanti           |  |  |       |  |  |                     |  |  |                   |  |
|                       |                     | Ginevra Cavalcanti          | …                             |  |  |       |  |  |                     |  |  |                   |  |
| Cassandra Cavalcanti  |                     | Ginevra Cavalcanti          |                               |  |  |       |  |  |                     |  |  |                   |  |
|                       |                     | Alessandro Gondi            | Antonio Gondi                 |  |  |       |  |  |                     |  |  |                   |  |
|                       |                     | Alessandro Gondi            | Antonio Gondi                 |  |  |       |  |  |                     |  |  |                   |  |
|                       |                     | Alessandro Gondi            | Maddalena Corbinelli          |  |  |       |  |  |                     |  |  |                   |  |
| Dianora Gondi         |                     | Alessandro Gondi            |                               |  |  |       |  |  |                     |  |  |                   |  |
|                       |                     | Maria Maddalena Gualterotti | Pietro Bartolomeo Gualterotti |  |  |       |  |  |                     |  |  |                   |  |
|                       |                     | Maria Maddalena Gualterotti | Pietro Bartolomeo Gualterotti |  |  |       |  |  |                     |  |  |                   |  |
|                       |                     | Maria Maddalena Gualterotti | N. di Totto                   |  |  |       |  |  |                     |  |  |                   |  |
|                       |                     | Maria Maddalena Gualterotti |                               |  |  |       |  |  |                     |  |  |                   |  |